# Albulaleitung

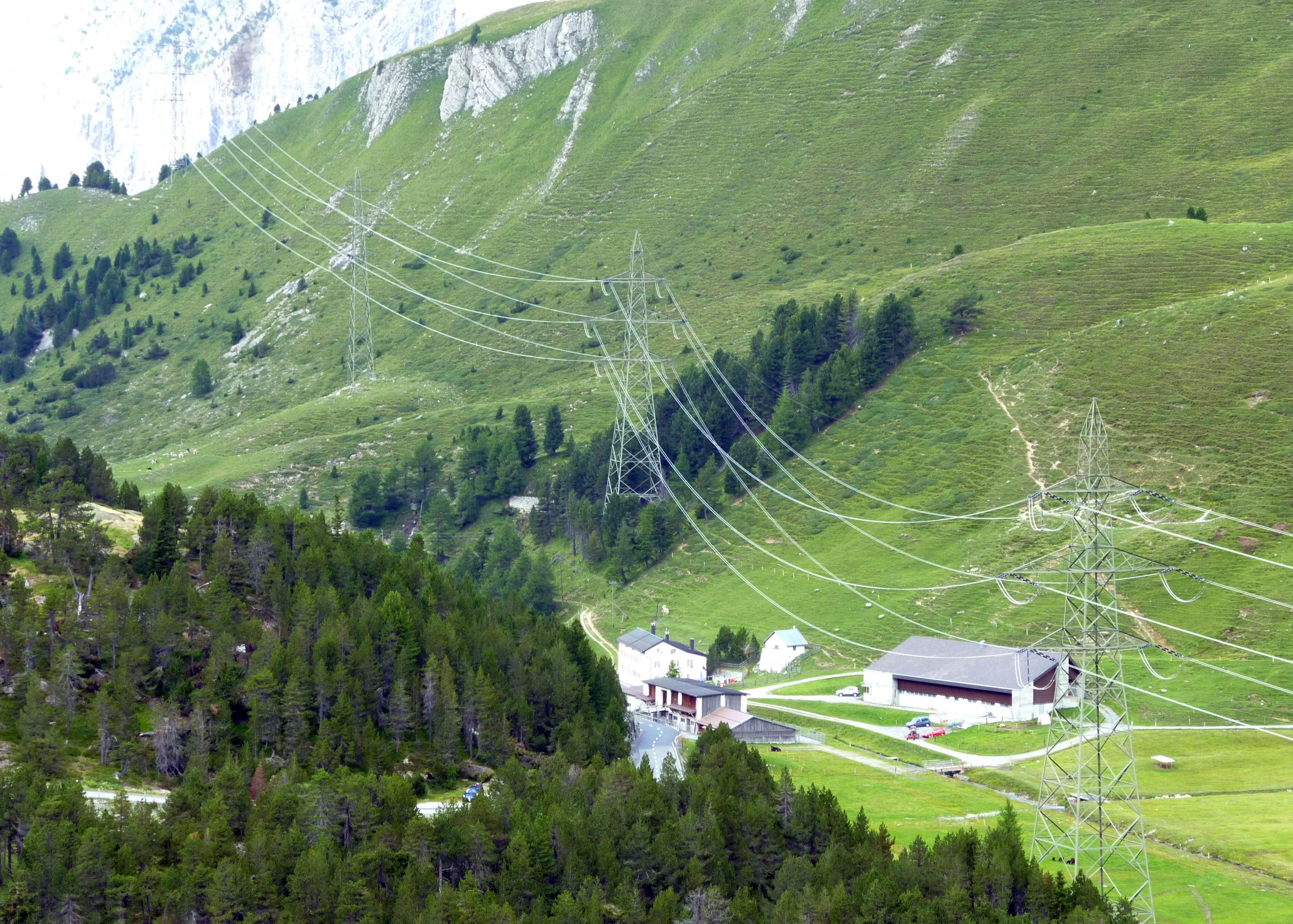
Die Leitung auf dem Albulapass

Die Albulaleitung, auch Albula-Leitung ist eine 380- und vormalige 220-kV-Höchstspannungsleitung im Schweizer Kanton Graubünden. Sie wurde in den frühen 1970er Jahren erstellt und trägt auch die Bezeichnung «380-kV-Leitung Sils-Pradella». Ihre Anwendung besteht darin, Strom der Elektrizitätsgesellschaft Laufenburg ins Unterengadin zu transportieren; das Albulatal, das Puschlav und einen Teil Italiens mit Elektrizität zu beliefern. Sie passiert zweipolig das Albulatal und den Albulapass. Bei Bever ergibt einer der Wechselstrom fassenden Pole die Berninaleitung, von der drei Seile zurzeit nicht unter Spannung stehen und an einem Abspannmast enden. Der andere Pol führt an Tonnenmasten, von denen bis auf die Höhe von Zernez nur drei der sechs Ausleger gebraucht werden. Von dort aus handelt es sich um eine Hybridleitung für 380 und 110 kV, die beim Flusskraftwerk Pradella bei Scuol endet.
Betrieben wird die Energiestrasse von der Rätia Energie und von den Engadiner Kraftwerken.